# アントニオ・ロッティ
アントーニオ・ロッティ（Antonio Lotti, 1667年1月5日 ヴェネツィア - 1740年1月5日 ヴェネツィア） は、イタリア・ヴェネツィアにあるサン・マルコ寺院を中心に活動した盛期（中期）バロック音楽の作曲家、オルガニスト。晩年は同寺院の楽長を務めた。
従来、アカペラの宗教合唱曲 「十字架に付けられ給いて」、歌曲 「美しい唇よ、お前は言ったのだ」 など少数の作品が知られるだけだったが、近年になってオペラ「テオファーネ」 の復活上演が行われ、また 「叡智のミサ曲」（ミサ・サピエンティアエ） や演奏に約50分を要する大作 「鎮魂ミサ曲」（レクイエム） など各種の録音が登場し、再評価の機運が著しい。傑出した教育者でもあり、門人にはドメニコ・アルベルティ、ベネデット・マルチェッロ、フランチェスコ・ガスパリーニ、バルダッサーレ・ガルッピ 、ヤン・ディスマス・ゼレンカなどがいる。ロッティ夫人は著名なソプラノ歌手のサンタ・ステッラ・スカラベッリ（1686年ごろ-1759）である。

## 生涯
1667年1月5日、ヴェネツィアの音楽家の家庭に生まれる。同月25日にサン・マリーナ教会で洗礼を受けた。父親のマッテーオ・ロッティは1665年から1679年までドイツ北部ハノーファー選帝侯の宮廷楽長を務めた人物で、母親のマリナ・ガスパリーニは漁師の娘であった。その後ロッティは幼時をハノーファーで過ごし、10代になってヴェネツィアに戻ったらしい。5歳下の弟フランチェスコと6歳下の妹マリア・メルシーナがいた。
1683年、ヴェネツィアのサン・マルコ寺院で、楽長のジョヴァンニ・レグレンツィ、テノール歌手のロドヴィコ・フーガに師事した。1687年11月25日、同寺院付属のサンタ・チェチーリア音楽家協会が設立された時、ドゥカーレ礼拝堂で臨時歌手として歌ったのがロッティの最初の音楽活動だった。その後、次第にサン・マルコ寺院での地位を確立して行く。1689年には正式のカウンターテナーとして雇われ、100ドゥカート を支給された。1690年8月6日、第二オルガニストの助手となり、30ドゥカートの昇給。1692年5月31日に満場一致で第二オルガニストに選ばれた。
しかし依然として彼の俸給は安く、サン・マルコ寺院のためにミサ曲を作曲したり、モテット、合唱曲、オラトリオを作曲したりして生活の足しにしなければならなかった。1697年から1707年までは精霊学院オスペダーレ（Scuola dello Spirito Santo）の楽長を併任し、病院・孤児院などを兼ねた施設（オスペダーレ）のために音楽を書いたり教えたりもしている。1704年8月17日、前任者の死亡に伴ってサン・マルコの第一オルガニストを志望し、13対1の評決で第一オルガニストに任命された。
一方、劇場向けの世俗音楽にも熱心で、1693年には最初のオペラ作品 「無実の勝利」 がサン・アンジェロ劇場で初演された。それから数年で、ロッティはベネツィアでも一番人気のオペラ作曲家の一人となり、1706年から1717年までの間に少なくとも16のオペラを書きあげ、上演された。
この人気はドイツにも伝えられた。1717年にザクセン選帝侯フリードリヒ・アウグスト1世から招きがあり、家族と一部の音楽家を引き連れドイツ東部の都市ドレスデンへ出向することが寺院から認められた。そのためロッティは2年間ドレスデンの宮廷歌劇場に出向し、選帝侯の婚礼を祝賀するオペラ 「アルゴのジョーヴェ」、「アスカーニオ」、「テオファーネ」 の三つ を作り、上演にたずさわった。娯楽音楽としては 「四大元素」 を作曲している。
また1717年11月22日にロッティらが同地でミサ曲の演奏を行った記録があり、次のような報告が残っている。「選帝侯がヴェネツィアからドレスデンへ招聘したイタリアの音楽家は、当地とはまったく異なる様式で教会を賛美した。…3時間を要する荘厳ミサは、かつてドレスデンでは聞いたことのない素晴らしく芸術的な技巧を伴った声楽・器楽で演奏された」。バッハやヘンデル、ゼレンカはロッティのミサ曲 「叡智のミサ曲」 の楽譜を写譜していたことが知られている。またバッハがライプツィヒの教会でこのミサを演奏した楽譜をベルリンの国立文書館が保存している。
1719年、再びヴェネツィアに戻ったが、以後オペラを書くことはなく、室内楽や宗教曲、特に多くの無伴奏合唱曲を残している。1733年、サン・マルコ寺院の臨時楽長。1736年、ついにサン・マルコの終身楽長となり、亡くなるまでこの地位にいた。楽長の地位は給料がよく、住居が無料だった。
1740年、この地で浮腫を起こして最期を迎え、聖ジェミニアーノ教会に埋葬された。1807年、この教会はナポレオンの命で取り壊され、ロッティの墓も失われた。どこかに移転されたものと考えられるが、場所は分かっていない。

## 作曲活動
あらゆるジャンルにまたがって作曲しており、ミサ曲、カンタータなど宗教曲を書く一方で、多数のマドリガル、約30曲のオペラ、若干の器楽曲をも残している。アカペラ様式で作曲された宗教曲も多い。おそらく最も有名な作品は、不協和音の印象的な使用が特徴的な、8声の「十字架につけられ給いてCrucifixus 」、イタリア古典歌曲としてよく知られた「美しい唇よ、お前が言ったのだ Pur dicesti, o bocca bella 」であろう。ロッティの作曲様式は、盛期バロック音楽から初期古典派音楽の橋渡しをするものとも言われる。作品の多くは、未出版のまま草稿としてヨーロッパ各地の図書館などに残されている。

## 作品
ミサ曲
- ミサ曲 ハ長調 「三声のミサ曲」 Messa a tre voci
- ミサ曲 ニ短調 「ミサ・ブレヴィス ニ短調」（第一旋法のミサ）
- ミサ曲 ハ長調 「ミサ・ブレヴィス ハ長調」（第五旋法のミサ）
- ミサ曲  「《主よ、我が苦を見たまえ》 によるミサ曲」 Missa Vide Dominum laborem meum
- ミサ曲 ト短調 「叡智のミサ曲」 Missa Sapientiae （キリエとグローリアのみ）。トーマス・ヘンゲルブロック指揮によるCDあり、BMG BVCD-31009）
- ミサ曲 「聖クリストフォルスのミサ曲」 Missa Sancti Christophori 【演奏例】
- ミサ曲 イ長調 「第六旋法のミサ曲 第一番」 Messa del sesto tuono 【演奏例】
- ミサ曲 ニ短調 「第六旋法のミサ曲 第二番」
- ミサ曲 イ長調 「聖堂のミサ曲」 Messa da cappella
- ミサ曲 変ホ長調 「ミサ・ブレヴィス 変ホ長調」
- ミサ曲 「四旬節のミサ曲」 Missa Quadragesimalis
- 鎮魂ミサ曲 ヘ長調 Missa pro Defunctis （レクイエム、トーマス・ヘンゲルブロック指揮によるCD、deutche harmonia mundi 05472 77507 2）【演奏例】

宗教作品
- 8声のアカペラ合唱曲 「十字架につけられ給いて」（クルチフィクスス）【演奏例】
- 詩篇109 「ディクシト・ドミヌム」【演奏例】
- 詩篇112 「ラウダーテ・プエリ」
- 詩篇115 「クレディディ」
- 詩篇116 「ラウダーテ・ドミヌム」
- クレド ヘ長調（トーマス・ヘンゲルブロック指揮によるCDあり、deutche harmonia mundi 05472 77507 2）
- サンクトゥス（聖なるかな）
- ミゼレーレ ニ短調（トーマス・ヘンゲルブロック指揮によるCDあり、deutche harmonia mundi 05472 77507 2）
- ミゼレーレ ト短調 【演奏例】

世俗作品
- 歌劇 「アルゴのジョーヴェ」（ヘンデルが同じ台本で同名のオペラを作曲している）
- 歌劇 「アスカーニオ」
- 歌劇 「テオファーネ」 1719年 （2009年にドレスデンで復活上演された。ヘンデルが同じ素材によって「オットーネ」を作曲）
- 歌曲 「Pur dicesti, o bocca bella 」（美しい唇よ、お前は言ったのだ）
- 多数の世俗カンタータ

器楽曲
- （《オーボエ・ダモーレ協奏曲 ニ長調》はロッティの作とされていたが、ヨハン・ダーフィト・ハイニヒェンの作であることが判明している）[12]
- シンフォニア 6曲
- 四重奏曲（２つのオーボエ、２つのファゴット）
- トリオ・ソナタ イ長調（フルート、オーボエ・ダ・モーレ、通奏低音）【演奏例】
- トリオ・ソナタ ハ長調（オーボエ・ダモーレ、フルート、通奏低音）
- トリオ・ソナタ（フルート、ビオラ・ダ・ガンバ、チェンバロ）
- トリオ・ソナタ 「エコー・ソナタ」（２つのオーボエ、ファゴット、通奏低音）
- バイオリンと通奏低音のためのソナタ 6曲
- クラヴィーアのための喜劇的舞曲 「身持ちの悪い少女」